# NATO-Gipfel in Madrid 2022

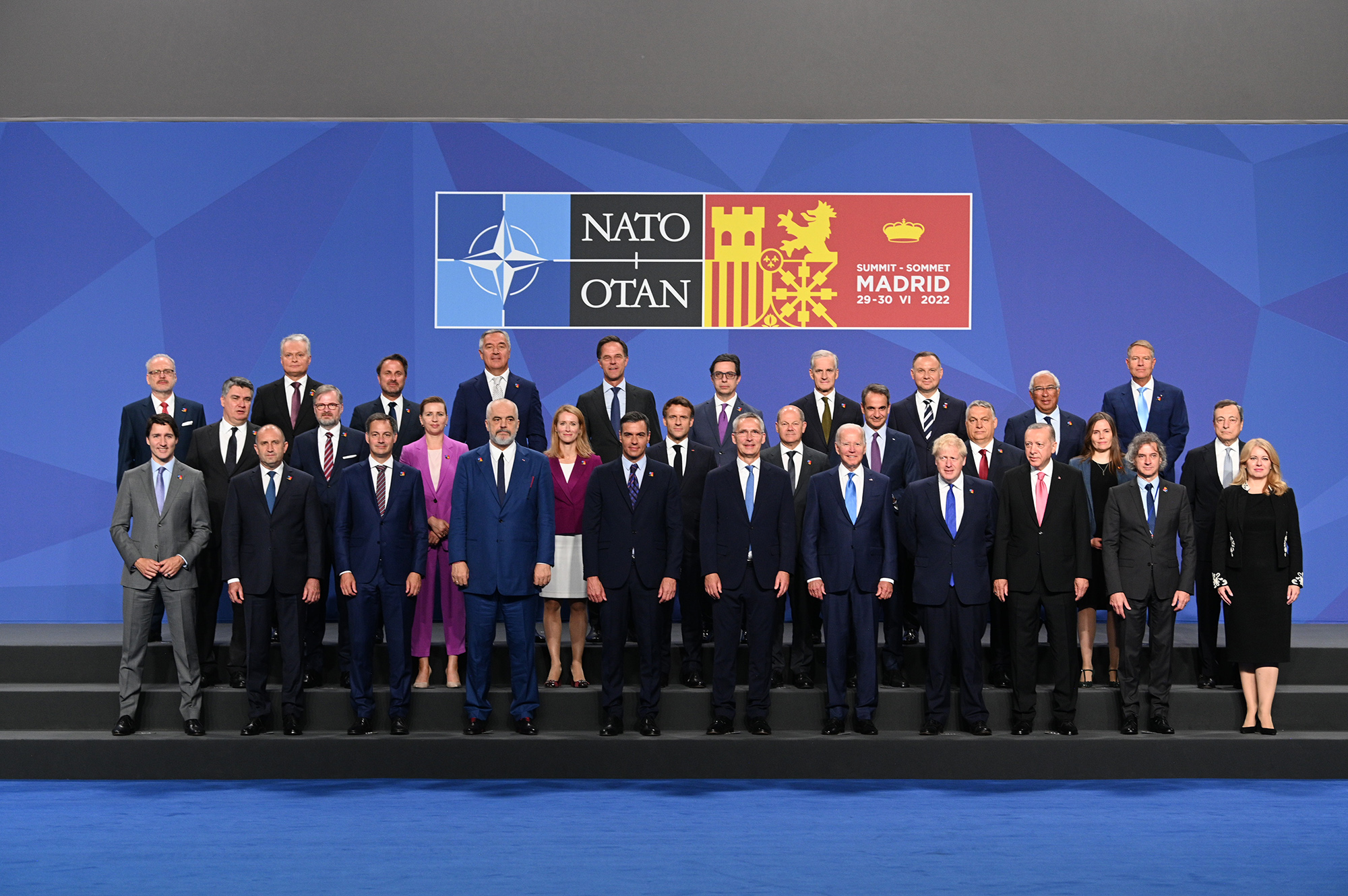
Staats- und Regierungschefs, die am NATO-Gipfel in Madrid teilnehmen

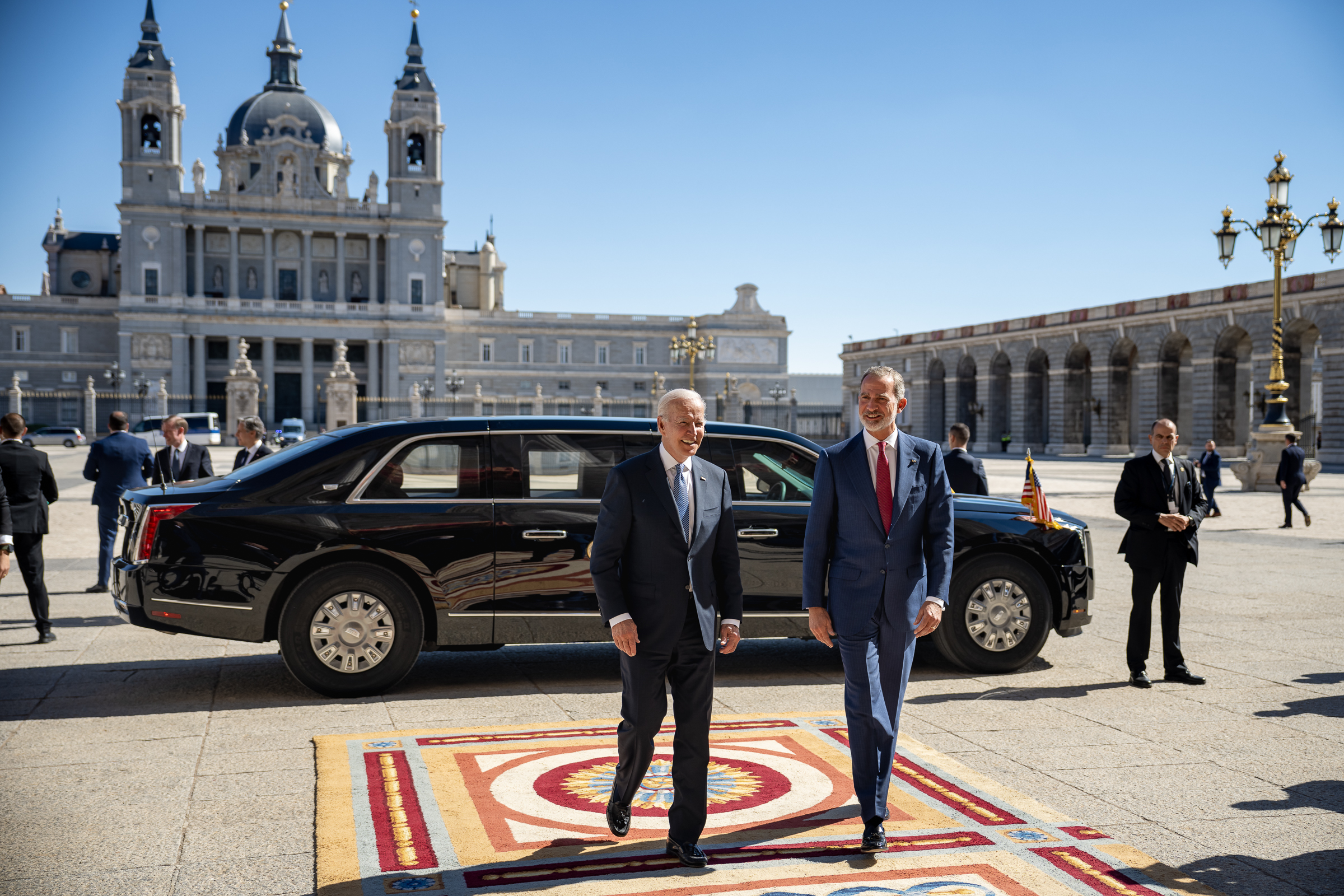
König Felipe VI. von Spanien und Joe Biden, Präsident der Vereinigten Staaten, im Palacio Real während des Madrider Gipfels

Das NATO-Gipfeltreffen in Madrid 2022 fand vom 28. bis 30. Juni 2022 in der spanischen Hauptstadt statt. Es wurde von den Staats- und Regierungschefs der NATO-Mitgliedsländer sowie den Staats- und Regierungschefs der vier asiatisch-pazifischen Nicht-NATO-Länder Japan, Südkorea, Australien und Neuseeland besucht.

## Inhalt
Im Mittelpunkt des Gipfels standen die russische Invasion in der Ukraine, der Antrag Finnlands und Schwedens auf NATO-Mitgliedschaft im Jahr 2022 sowie der Beschluss, die NATO-Reaktionsstreitmacht (NRF) möglicherweise sogar um das Sechsfache oder mehr zu verstärken.
Darüber hinaus wurde auf dem Gipfel das neue Strategische Konzept des Bündnisses vorgestellt, in dem es heißt:

„Unsere Beziehungen können sich erst dann ändern, wenn die Russische Föderation ihr aggressives Verhalten einstellt und das Völkerrecht in vollem Umfang einhält. […] Die von der Volksrepublik China erklärten Ziele und ihre Politik des Zwangs stellen unsere Interessen, unsere Sicherheit und unsere Werte vor Herausforderungen. […] Die immer enger werdende strategische Partnerschaft zwischen der Volksrepublik China und der Russischen Föderation und deren sich gegenseitig verstärkende Versuche, die regelbasierte internationale Ordnung zu unterhöhlen, laufen unseren Werten und Interessen zuwider.“

Am 24. September 2022 nahm der Außenminister der Russischen Föderation, Sergei Lawrow, in der allgemeinen politischen Debatte der 77. Sitzung der UN-Generalversammlung, New York, zum strategischen NATO-Konzept der „regelbasierten internationalen Ordnung“ folgendermaßen Stellung:

„Bei dem Versuch, das unipolare Modell unter dem Slogan der ‚regelbasierten Ordnung‘ wiederzubeleben, setzt der Westen überall ‚Trennlinien‘ im Geiste der Blockkonfrontation: ‚entweder mit uns oder gegen uns.‘ Es gibt keinen dritten Weg, keinen Kompromiss. Indem sie den rücksichtslosen Kurs der NATO-Osterweiterung fortsetzen und die militärische Infrastruktur des Blocks näher an die Grenzen Russlands heranführen, haben sich die USA nun die Aufgabe gestellt, den asiatischen Raum zu unterwerfen. Auf dem NATO-Gipfel in Madrid im Juni verkündete das ‚defensive‘ Bündnis, wie es sich selbst nennt, die ‚Untrennbarkeit der Sicherheit der euro-atlantischen und der indo-pazifischen Region.‘ Unter dem Banner der indopazifischen Strategien werden geschlossene Formate geschaffen, die die gesamte offene und integrative regionale Architektur untergraben, die seit Jahrzehnten um ASEAN herum entwickelt wurde. Darüber hinaus spielen sie mit dem Feuer um Taiwan und versprechen ihm auch militärische Unterstützung.“

## Teilnehmer
| Land                    | Foto            | Name                  | Amt                                     |
| NATO-Mitglieder         | NATO-Mitglieder | NATO-Mitglieder       | NATO-Mitglieder                         |
| ----------------------- | --------------- | --------------------- | --------------------------------------- |
| NATO                    |                 | Jens Stoltenberg      | NATO-Generalsekretär                    |
| Albanien                |                 | Edi Rama              | Ministerpräsident                       |
| Belgien                 |                 | Alexander De Croo     | Premierminister                         |
| Bulgarien               |                 | Rumen Radew           | Präsident                               |
| Dänemark                |                 | Mette Frederiksen     | Ministerpräsidentin                     |
| Deutschland             |                 | Olaf Scholz           | Bundeskanzler                           |
| Estland                 |                 | Kaja Kallas           | Premierministerin                       |
| Frankreich              |                 | Emmanuel Macron       | Staatspräsident                         |
| Griechenland            |                 | Kyriakos Mitsotakis   | Ministerpräsident                       |
| Island                  |                 | Katrín Jakobsdóttir   | Premierministerin                       |
| Italien                 |                 | Mario Draghi          | Präsident des Ministerrats              |
| Kanada                  |                 | Justin Trudeau        | Premierminister                         |
| Kroatien                |                 | Zoran Milanović       | Präsident                               |
| Lettland                |                 | Egils Levits          | Präsident                               |
| Litauen                 |                 | Gitanas Nausėda       | Präsident                               |
| Luxemburg               |                 | Xavier Bettel         | Premierminister                         |
| Montenegro              |                 | Milo Đukanović        | Präsident                               |
| Niederlande             |                 | Mark Rutte            | Ministerpräsident                       |
| Nordmazedonien          |                 | Stevo Pendarovski     | Präsident                               |
| Norwegen                |                 | Jonas Gahr Støre      | Ministerpräsident                       |
| Polen                   |                 | Andrzej Duda          | Staatspräsident                         |
| Portugal                |                 | António Costa         | Premierminister                         |
| Rumänien                |                 | Klaus Johannis        | Präsident                               |
| Slowakei                |                 | Zuzana Čaputová       | Präsidentin                             |
| Slowenien               |                 | Robert Golob          | Ministerpräsident                       |
| Spanien                 |                 | Pedro Sánchez         | Ministerpräsident                       |
| Tschechien              |                 | Petr Fiala            | Ministerpräsident                       |
| Türkei                  |                 | Recep Tayyip Erdoğan  | Präsident                               |
| Ungarn                  |                 | Viktor Orbán          | Ministerpräsident                       |
| Vereinigtes Königreich  |                 | Boris Johnson         | Premierminister                         |
| Vereinigte Staaten      |                 | Joe Biden             | Präsident                               |
| Gaststaaten             |                 |                       |                                         |
| Australien              |                 | Anthony Albanese      | Premierminister                         |
| Bosnien und Herzegowina |                 |                       |                                         |
| Europäische Union       |                 | Charles Michel        | Präsident des Europäischen Rates        |
| Europäische Union       |                 | Ursula von der Leyen  | Präsidentin der Europäischen Kommission |
| Finnland                |                 | Sauli Niinistö        | Präsident                               |
| Georgien                |                 | Irakli Gharibaschwili | Ministerpräsident                       |
| Irland                  |                 | Micheál Martin        | Taoiseach                               |
| Japan                   |                 | Fumio Kishida         | Premierminister                         |
| Jordanien               |                 |                       |                                         |
| Malta                   |                 | Robert Abela          | Premierminister                         |
| Mauretanien             |                 |                       |                                         |
| Neuseeland              |                 | Jacinda Ardern        | Premierministerin                       |
| Österreich              |                 | Karl Nehammer         | Bundeskanzler                           |
| Philippinen             |                 | Rodrigo Duterte       | Präsident                               |
| Schweden                |                 | Magdalena Andersson   | Ministerpräsidentin                     |
| Südkorea                |                 | Yoon Suk Yeol         | Präsident                               |
| Taiwan                  |                 | Tsai Ing-wen          | Staatspräsidentin                       |
| Thailand                |                 | Prayut Chan-o-cha     | Ministerpräsident                       |
| Ukraine                 |                 | Wolodymyr Selenskyj   | Präsident                               |
| Zypern                  |                 | Nikos Anastasiadis    | Präsident                               |